# 雙花龍葵
雙花龍葵又稱红丝线（学名：Lycianthes biflora），是茄科紅絲線屬下的一種一二年生草本植物。生育地為海拔1800公尺以下地區之開闊地或闊葉林邊緣，株高50cm-100cm。种加词 biflora 意为“二花的”。